# Callicostella submicrocarpa
Callicostella submicrocarpa är en bladmossart som beskrevs av Brotherus 1907. Callicostella submicrocarpa ingår i släktet Callicostella och familjen Hookeriaceae. Inga underarter finns listade i Catalogue of Life.